# Vocabolario Siciliano
Il Vocabolario Siciliano (abbreviato in VS) è un'opera lessicografica monumentale in cinque volumi sulla lingua siciliana, edito dal Centro di studi filologici e linguistici siciliani.

## Storia
Il progetto iniziale di realizzazione di un dizionario siciliano-italiano è stato del professor Giorgio Piccitto, nel 1950. Il progetto fu poi realizzato grazie alla sezione linguistica Opera del Vocabolario Siciliano creata appositamente dal Centro di studi filologici e linguistici siciliani. Fu pubblicato tra il 1977 e il 2002 ed è considerata la massima referenza in materia, con un totale di circa 5.500 pagine. Fu realizzato anche con il contributo della Regione Siciliana e del Consiglio Nazionale delle Ricerche. È una delle più importanti opere mai compiute sulla lingua siciliana.

## Volumi
1. Giorgio Piccitto (a cura di), Vocabolario Siciliano, vol. I (A-E), CSFLS, 1977.
2. Giovanni Tropea (a cura di), Vocabolario Siciliano, vol. II (F-M), CSFLS, 1985.
3. Giovanni Tropea (a cura di), Vocabolario Siciliano, vol. III (N-Q), CSFLS, 1990.
4. Giovanni Tropea (a cura di), Vocabolario Siciliano, vol. IV (R-Sg), CSFLS, 1997.
5. Salvatore Carmelo Trovato (a cura di), Vocabolario Siciliano, vol. V (Si-Z), CSFLS, 2002.